# Jurszyszki
Jurszyszki (lit. Juršiškės) − wieś na Litwie, w gminie rejonowej Soleczniki, 3 km na południowy zachód od Dajnowy, zamieszkana przez 91 ludzi. Przed II wojną światową w Polsce, w powiecie lidzkim województwa nowogródzkiego.